# Lobet den Herrn, alle seine Heerscharen, BWV Anh. 5
Lobet den Herrn, alle seine Heerscharen, BWV Anh. 5 (Lloeu el Senyor, vosaltres, tots els seus exèrcits) és una cantata perduda de Bach de l'època de Köthen, per a l'aniversari del Príncep Leopold d'Anhalt-Köthen, estrenada el 10 de desembre de 1718. El text, basat en el Salm 119 “Feliços els homes de conducta irreprensible”, és de Christian Friedrich Hunold, professor de Poètica i de Dret de la Universitat de Halle, que firmava amb el pseudònim de Menantes.